# فاطنة لكحيل
فاطنة لكحيل سياسية مغربية تنتمي لحزب الحركة الشعبية. تم تعيينها يوم 5 أبريل 2017 في منصب كاتبة للدولة لدى وزير إعداد التراب الوطني والتعمير والإسكان وسياسة المدينة مكلفة بالإسكان  في حكومة سعد الدين العثماني.

## حياتها
فاطنة لكحيل طبيبة مختصة في مستشفى عمومي. هي كذلك عضو المكتب السياسي لحزب الحركة الشعبية، و عملت كمستشارة بالبرنامج المشترك للأمم المتحدة حول داء فقدان المناعة المكتسبة (السيدا) ما بين 2000 و2002. وانتخبت نائبة برلمانية ما بين 2002 و2016 وتولت منصب نائبة رئيس مجلس النواب خلال الفترة 2003 و2008 .
كما انتخبت مابين 2003 و 2015 نائبة لرئيس المجلس الإقليمي لمدينة القنيطرة.